# Vena del acueducto coclear
La vena del acueducto del caracol (TA: vena aqueductus cochleae) es una vena que se extiende a lo largo del acueducto del caracol. Se vacía en el bulbo superior de la vena yugular interna, acompañando al conducto perilinfático (acueducto coclear) a través del canalículo coclear.

## Estructuras que drena
Drena el giro basal de la cóclea, el sáculo, y parte del utrículo.

## Imágenes adicionales

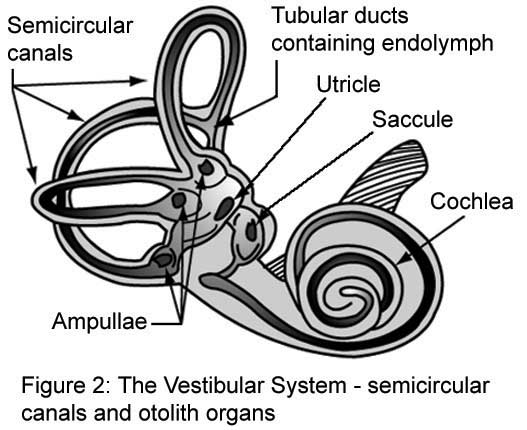
Imagen del oído interno, donde se aprecian la cóclea, el utrículo y el sáculo.